# Holker Hall
Holker Hall (prononcé Hooker par certains) est une maison de campagne privée située à environ 2 km au sud-ouest du village de Cartmel dans le comté cérémoniel de Cumbria et le comté historique de Lancashire, en Angleterre. C'est « le plus grand [bâtiment] de sa période dans le Lancashire ... par les meilleurs architectes vivant alors dans le comté. ». Le bâtiment date du XVIe siècle, avec des modifications, des ajouts et des reconstructions aux XVIIIe et XIXe siècles. La reconstruction du XIXe siècle est réalisée par George Webster dans un style néo-jacobéen et les rénovations ultérieures sont réalisées par E.G. Paly. Hubert Austin a un cabinet commun avec Paley dans les années 1870 et ils reconstruisent tous deux l'aile ouest après qu'elle a été détruite par un incendie majeur en 1871, une décennie seulement après les travaux précédents de Paley sur la structure. L'incendie a également détruit un certain nombre d'œuvres d'art remarquables. L'historien de l'architecture Nikolaus Pevsner exprime l'opinion que l'aile ouest est le "travail domestique exceptionnel" de Paley et Austin. En 1970, la maison elle-même, ainsi que son mur de terrasse, sont classés Grade II*. La maison se trouve dans un domaine d'environ 80 hectares, et est entouré de jardins à la française, de parcs et de bois. Dans le parc se trouvent six structures répertoriées au grade II.
Depuis qu'il est devenu une maison privée à la suite de la dissolution des Monastères, le domaine n'a jamais été vendu, étant passé par héritage de la famille Preston à la famille Lowther, puis à la famille Cavendish.
En chronostratigraphie, le sous-étage britannique de la période carbonifère, le « Holkerian » tire son nom de Holker Hall.

## Histoire
Le terrain sur lequel se trouve la maison appartient à l'origine au Prieuré de Cartmel. À la suite de la dissolution des monastères au XVIe siècle, il est acheté par la famille Preston, qui sont des propriétaires terriens locaux. La première maison est construite au début du XVIe siècle par George Preston. En 1644, le domaine est confisqué à son successeur, Thomas Preston, par le Parlement, mais lui est ensuite restitué. À la mort de Thomas Preston, le domaine passe à la famille Lowther par le mariage de l'héritière de Thomas, Catherine, avec William Lowther, 1er baronnet, de Marske. En 1756, il passe de nouveau par mariage à Lord George Augustus Cavendish et reste la propriété de la famille Cavendish depuis.
La maison jacobéenne est modifiée en 1783-1784 par John Carr (en) d'York. Le parc autour de la maison est aménagé à la fin du XVIIIe siècle.

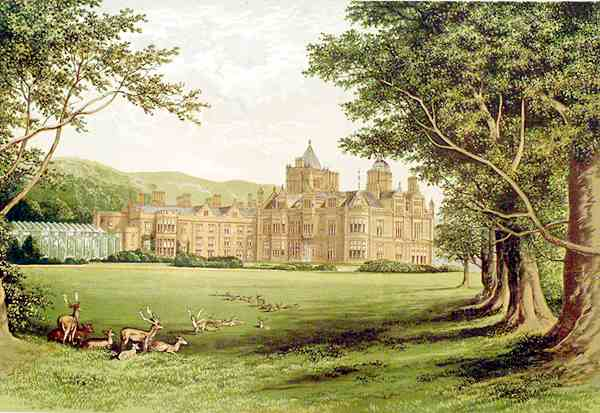
Holker Hall en 1880

Des ajouts au jardin sont réalisés au XIXe siècle et comprennent un arboretum, une véranda, des terrasses et un jardin clos. Le conservatoire est une grande structure conçue par Joseph Paxton, mais a depuis été démoli.
La maison est en grande partie reconstruite en 1838-1841 pour le 7e duc de Devonshire par George Webster de Kendal dans le style néo-jacobéen. En 1859-1861, l'architecte de Lancaster E.G. Paley effectue quelques modifications mineures.
En 1871, l'aile avant (ouest) de la maison est presque entièrement détruite par un incendie. On estime que 103 œuvres d'art ont été perdues.
Le duc charge de nouveau Paley, avec Hubert Austin (l'entreprise était alors connue sous le nom de Paley et Austin) de reconstruire l'aile. Ils gardent la même empreinte, mais à plus grande échelle, en ajoutant deux tours, le tout étant de style néo-élisabéthain. Le coût estimé de cela est d'environ 38 000 £ (3,160,000 £ en 2014) .

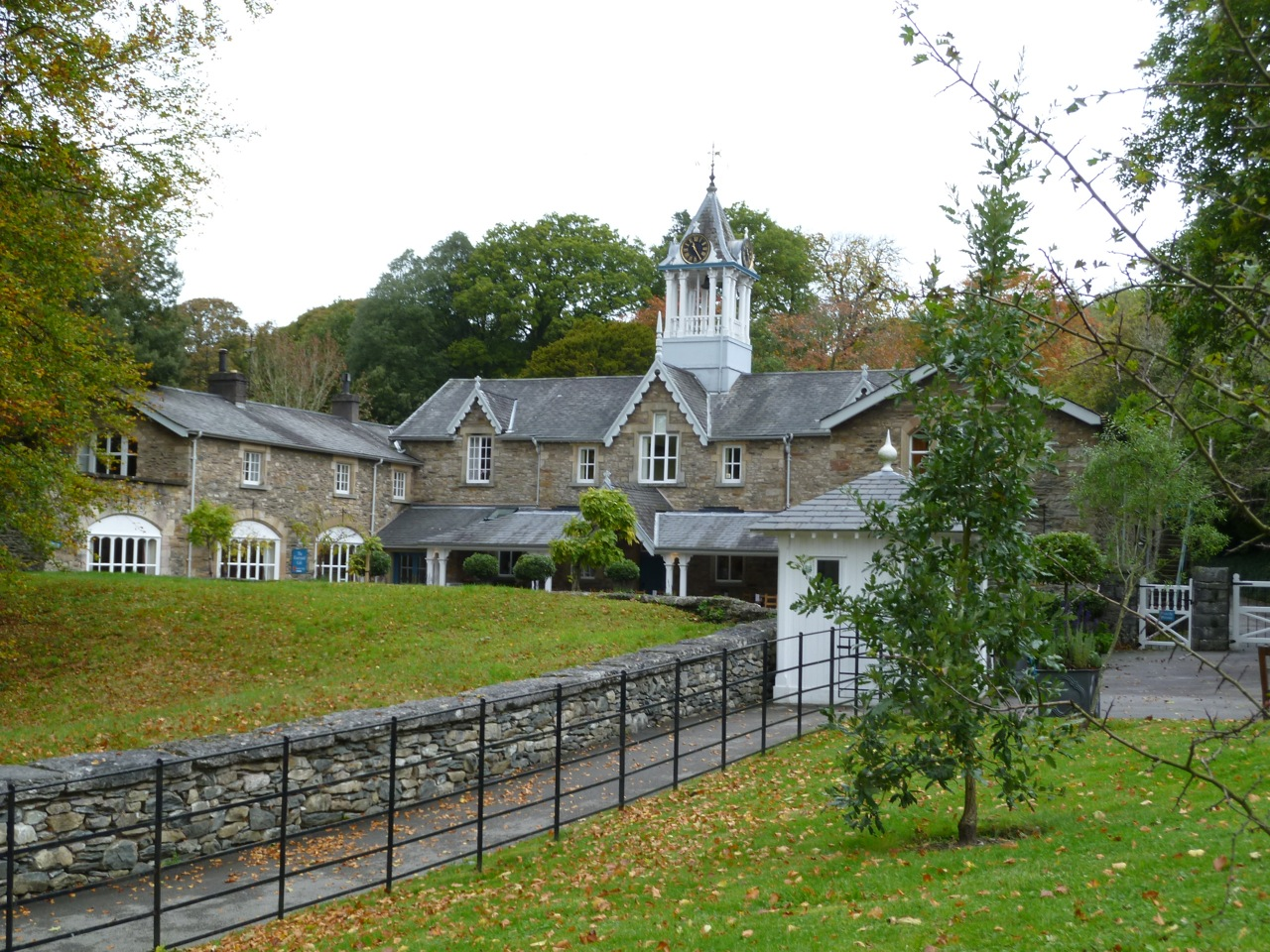
Ancienne écurie, maintenant une boutique de souvenirs et un café

Le manoir continue d'être la maison de Lord Cavendish et de sa femme. L'aile la plus ancienne est utilisée par la famille et n'est pas ouverte au public.
L'aile ouest de Paley et Austin et les jardins sont ouverts au grand public pendant les mois d'été.

## Art et architecture

### Maison et ameublement
L'aile restante de Webster est en pierre crépie avec des pansements en pierre de taille et un toit en ardoise. L'aile ouest de Paley et Austin est en grès rouge panaché. Sa façade d'entrée orientée à l'est présente un porche placé en dissymétrie, qui est flanqué de tourelles à dômes et pinacles. Derrière le porche se trouve une tour avec une coupole en doucine recouverte de cuivre, et à droite de celle-ci se trouve une autre tour, large et carrée avec un toit pyramidal recouvert de plomb.
A chaque extrémité du long couloir central de l'ancienne aile se trouvent des escaliers à vis, contenus dans des saillies en hémicycle. D'un côté du couloir se trouvent des pièces dont un salon et une petite salle à manger. De l'autre côté se trouvent les pièces de service, et derrière celles-ci se trouve une cour. Le contenu de l'aile comprend des panneaux retirés de Canon Winder Hall, Flookburgh, une cheminée du Prieuré de Conishead et une paire de colonnes baroques orge-sucre.
Dans l'aile Paley et Austin, le porche d'entrée donne sur un long couloir, qui s'ouvre sur la bibliothèque, la salle de billard, le salon et la salle à manger ; toutes ces pièces ont des plafonds en plâtre richement décorés. Dans la bibliothèque se trouvent environ 3 500 livres, dont certains ont survécu à l'incendie de 1871, et certaines des anciennes possessions du scientifique Henry Cavendish (1731–1810), notamment son microscope. Sur les murs de la salle de billard, quatre panneaux peints sont attribués à Jean-Baptiste Oudry, une caricature de Joshua Reynolds et des peintures de Jan Wyck et Matthias Reed. Les murs du salon sont tapissés de soie et la pièce contient une cheminée en marbre de Carrare. Les peintures de la salle sont de Claude Joseph Vernet, Salvator Rosa et Douglas Anderson. Le mobilier de la salle à manger comprend des chaises de Thomas Chippendale. Aux murs, des portraits de membres de la famille et un autoportrait d'Antoine van Dyck. Au fond du hall d'entrée se trouve un escalier en porte-à-faux en chêne auquel on accède par des arcs en calcaire. Il contient plus de 100 balustres, dont chacune est sculptée avec un motif différent. Ses fenêtres contiennent des vitraux héraldiques. L'étage supérieur contient une galerie et quatre chambres. Dans la galerie se trouvent des meubles, notamment une table avec un sac à main ayant appartenu à Georgiana Cavendish. La chambre de la reine Mary gagne son nom lorsqu'elle est utilisée par la reine Mary lorsqu'elle séjourne dans la maison en 1937. La chambre Wedgwood contient une cheminée en marbre de Carrera incorporant des jaspes Wedgwood bleus et blancs. Le lit à baldaquin est de Hepplewhite. La chambre et le dressing de Gloucester gagnent leur nom lorsqu'ils sont utilisés par le duc de Gloucester et sa femme lors de leur visite en 1939. Les murs sont décorés de gravures de Brighton Pavilion par John Nash. La chambre du duc est utilisée par le 7e duc durant les dernières années de sa vie.

### Jardins

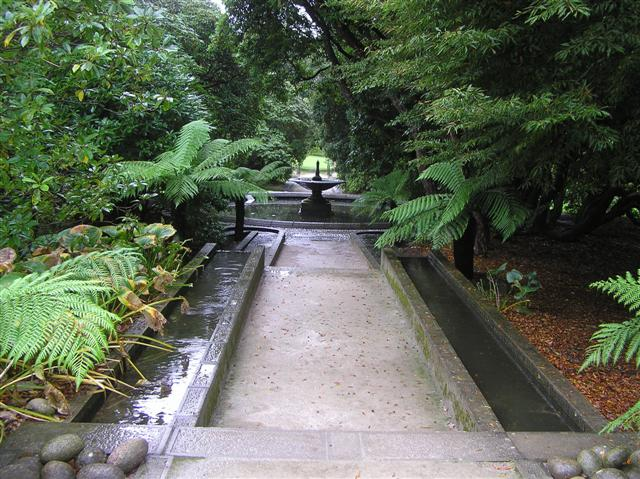
Cascade

Les jardins à la française comprennent 10 hectares, et le parc environnant, le parc aux cerfs et la forêt, comprennent 80 hectares. Les jardins à la française se trouvent sur les côtés sud et ouest de la maison, et au nord et à l'ouest se trouvent des jardins d'agrément avec un chemin sinueux menant à et à travers l'arboretum. Le jardin formel au sud de l'aile ouest est connu sous le nom de jardin elliptique, et à gauche de celui-ci se trouve le jardin d'été. Au nord-ouest de la salle se trouve le Sunken Garden contenant une paire de maisons d'été. Les jardins d'agrément comprennent un cèdre planté par Lord George Cavendish à la fin du XVIIIe siècle, et une Araucaria plantée en 1844. Il y a aussi deux zones de jardins potagers, l'une au nord-ouest de la halle, et l'autre au nord de la route B5278. En 1901, Thomas Hayton Mawson travaille sur les jardins.
En 1910, Thomas Mawson redessine le jardin à la française. Son travail comprend un mur de terrasse au sud-est de la maison. Depuis lors, il y a eu d'autres développements. En 2003–04, une cascade, un labyrinthe et un parking sont ajoutés par Kim Wilkie, et un cadran solaire par Mark Lennox-Boyd.

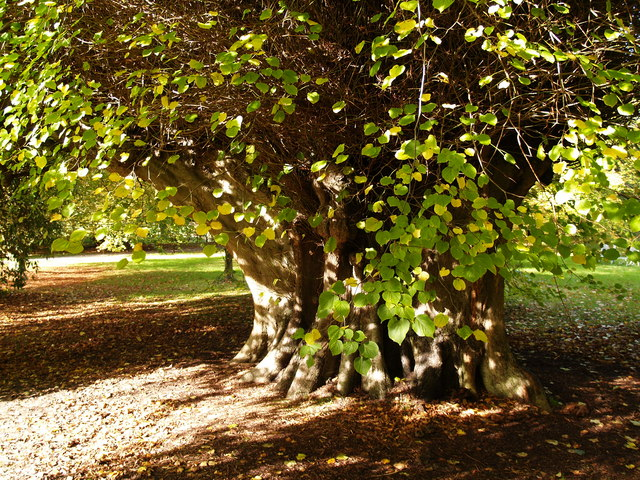
Holker Lime

Le tilleul Holker, dans le parc, est considéré comme l'un des plus grands et des plus beaux tilleuls communs (Tilia × europaea) de Grande-Bretagne. Il a été planté au début du XVIIe siècle, probablement dans le cadre de l'établissement du jardin à la française. Sa circonférence est de 7,9 m. Il est désigné par le Tree Council comme l'un des 50 grands arbres britanniques du Royaume-Uni, pour marquer le Jubilé d'or d'Élisabeth II en 2002,.

## Source
- Matthew Hyde et Nikolaus Pevsner, Cumbria, Yale University Press, coll. « The Buildings Of England », 2010 (ISBN 978-0-300-12663-1, lire en ligne)